# Укон, Токутаро
Токутаро Укон (яп. 右近 徳太郎, 23 сентября 1913, Кобе — 1944, Бугенвиль, Айлендс) — японский футболист.

## Клубная карьера
На протяжении своей футбольной карьеры выступал за клуб Университета Кэйо.

## Карьера в сборной
С 1934 по 1940 год сыграл за национальную сборную Японии пять матчей, в которых забил один гол. Также участвовал в Олимпийских играх 1936 года.

### Статистика за сборную
| Сборная Японии | Сборная Японии | Сборная Японии |
| Год            | Матчи          | Голы           |
| -------------- | -------------- | -------------- |
| 1934           | 2              | 0              |
| 1935           | 0              | 0              |
| 1936           | 2              | 1              |
| 1937           | 0              | 0              |
| 1938           | 0              | 0              |
| 1939           | 0              | 0              |
| 1940           | 1              | 0              |
| Итого          | 5              | 1              |